# Nguyễn Chơn
Nguyễn Chơn (1 tháng 1 năm 1927 – 30 tháng 12 năm 2015) là một tướng lĩnh Quân đội nhân dân Việt Nam, hàm Thượng tướng, ông từng đảm nhận chức vụ Ủy viên Ban Chấp hành Trung ương Đảng Cộng sản Việt Nam khóa VI, khóa VII; Ủy viên Đảng ủy Quân sự Trung ương (nay là Quân ủy Trung ương); Thứ trưởng Bộ Quốc phòng và Phó Tổng Tham mưu trưởng Quân đội nhân dân Việt Nam. Ông là 1 trong 4 vị danh tướng tài ba, lỗi lạc "nhất Tấn nhì An tam Đan tứ Chơn (ông)" dưới thời Đảng Cộng sản Việt Nam nắm quyền.

## Thân thế
Nguyễn Chơn sinh vào ngày 1 tháng 1 năm 1927 trong một gia đình bần nông ở xã Hòa Minh, huyện Hòa Vang, thành phố Đà Nẵng (nay là phường Hòa Minh, quận Liên Chiểu, thành phố Đà Nẵng). Quê quán tại xã Điện Ngọc, huyện Điện Bàn, tỉnh Quảng Nam (nay là phường Điện Ngọc, thị xã Điện Bàn, tỉnh Quảng Nam). Sau Cách mạng Tháng Tám, ông là đoàn viên thanh niên xã và nhập ngũ vào ngày 15 tháng 2 năm 1946. Sau khi nhập ngũ, ông trở thành chiến sĩ của Tiểu đoàn 19 tỉnh Quảng Nam, tham gia chiến đấu chống thực dân Pháp ở chiến trường miền Trung Nam Bộ (Khu 5). Tháng 11 năm 1949, ông được kết nạp vào Đảng Cộng sản Việt Nam.
Tháng 7 năm 1954, Nguyễn Chơn tập kết ra Bắc theo hiệp định Geneva 1954, học tại Trường Sĩ quan Lục quân 1 khóa 10. Tại đây, ông được chọn tham gia duyệt binh và được gặp Chủ tịch Hồ Chí Minh. Sau gần 5 năm học tập, tháng 1 năm 1959, Nguyễn Chơn cùng 29 cán bộ trở về chiến trường Miền Nam. Về tới Khu 5, Nguyễn Chơn và các cán bộ chủ chốt được giao nhiệm vụ xây dựng, củng cố lực lượng vũ trang của tỉnh Quảng Nam.

## Hoạt động cách mạng
Tháng 4 năm 1959 đến tháng 1 năm 1965, ông là cán bộ tham mưu, Trung đoàn 1 (Trung đoàn Ba Gia), Khu 5. Giai đoạn 1965–1970, ông giữ các chức vụ Tiểu đoàn trưởng, Tiểu đoàn 9; Trung đoàn phó – Tham mưu trưởng, Trung đoàn 1, Sư đoàn 2; Tham mưu phó, Tham mưu trưởng, rồi Phó tư lệnh Sư đoàn 2, Khu 5. Đến tháng 8 cùng năm, ông được cử ra miền Bắc và được điều trở lại chiến trường khu 5 vào tháng 10. Giai đoạn 1970–1976, ông giữ chức Tư lệnh Sư đoàn 2, Sư đoàn 711, Khu 5.
Năm 1970, Nguyễn Chơn trở thành Sư đoàn trưởng của Sư đoàn 2, được lệnh tiêu diệt và chặn đứng cuộc hành quân của Sư đoàn American của Mỹ. Trận này, ông đã dùng chiến thuật “nghi binh nhử địch, phục kích theo thế chân vạc”, khiến quân địch hao tổn lực lượng hết sức nặng nề. Vì thành tích này nên cùng năm, Nguyễn Chơn được tuyên dương và phong tặng danh hiệu Anh hùng lực lượng vũ trang nhân dân. Đầu năm 1971, ông chỉ huy Sư đoàn 2 tham gia Chiến dịch Đường 9 – Nam Lào giành thắng lợi lớn, rồi được lệnh quay vào giải phóng cao nguyên Bô-lô-ven của Lào. Đầu năm 1972, Sư đoàn 2 được lệnh trở vào Tây Nguyên tham gia Chiến dịch Đắc Tô – Tân Cảnh. Sư đoàn 2 đã tiến công, đánh chiếm và làm chủ quận lỵ Đắc Tô. Trong cuộc Tổng tiến công năm 1975, Sư đoàn 2 do Nguyễn Chơn chỉ huy đã tiến công giải phóng thị xã Tam Kỳ, sau đó cùng lực lượng vũ trang Quân khu 5 tiến công giải phóng thành phố Đà Nẵng.

## Sự nghiệp chính trị
Trong cuộc Tổng tuyển cử bầu Quốc hội thống nhất cả nước năm 1976 (khóa VI), Nguyễn Chơn được bầu làm đại biểu Quốc hội. Đầu năm 1977, ông được cử ra Hà Nội học văn hóa và chính trị tại Trường Đảng cao cấp Nguyễn Ái Quốc (Học viện Chính trị Quốc gia Hồ Chí Minh ngày nay), khi trở về, ông giữ chức Phó tư lệnh Quân đoàn 2. Đến tháng 12 cùng năm, ông trở thành Tư lệnh Quân đoàn 2. Năm 1982, ông được cử đi học tại Học viện quân sự Vôrôsilôp Liên Xô, khi về nước, ông giữ chức Phó tư lệnh kiêm Tham mưu trưởng Quân khu 5. Năm 1984, ông giữ chức Quyền Tư lệnh Quân khu 5 rồi Tư lệnh Quân khu 5, Phó bí thư Đảng ủy quân khu. Năm 1987, ông giữ chức Phó tổng Tham mưu trưởng Quân đội nhân dân Việt Nam và trở thành Thứ trưởng Bộ Quốc phòng.
Tại Đại hội Đảng Cộng sản Việt Nam lần thứ VI (tháng 12 năm 1986) và lần thứ VII (tháng 6 năm 1991), Nguyễn Chơn được bầu vào Ban Chấp hành Trung ương Đảng Cộng sản Việt Nam; ông tiếp tục là đại biểu Quốc hội Việt Nam khóa VIII (1987–1992). Năm 1999, ông nghỉ hưu và trở về thành phố Đà Nẵng sinh sống. Ngày 30 tháng 12 năm 2015, ông qua đời tại Bệnh viện Trung ương Quân đội 108, Hà Nội, thọ 88 tuổi. Tang lễ được tổ chức tại Nhà tang lễ Quốc gia, Hà Nội, sau đó thi hài được đưa về Nhà tang lễ Viện Quân y 17 và an táng tại Nghĩa trang Quân khu 5, Đà Nẵng.

## Gia đình
Nguyễn Chơn kết hôn với nữ Anh hùng lực lượng vũ trang nhân dân Trần Thị Lý (1943–2000), người Quảng Bình. Đám cưới của hai người được tổ chức vào năm 1977 do Phó Chủ tịch Hội đồng Bộ trưởng Võ Chí Công làm chủ hôn. Ông Vũ Kỳ, thư ký của Chủ tịch Hồ Chí Minh, đã thay mặt đem quà của Bác gồm hai chiếc đồng hồ Poljot và vài mét vải để tặng hai người trong lễ cưới. Thủ tướng Phạm Văn Đồng gửi tặng 1 chai rượu và 2 cây bút máy. Hai ông bà sinh được 2 người con gái.

## Khen thưởng

### Danh hiệu
- Anh hùng Lực lượng vũ trang nhân dân (1970).

### Huân, huy chương
- Huân chương Độc lập hạng Nhất.
- Huân chương Chiến thắng hạng Nhì.
- Huân chương Kháng chiến hạng Nhất.
- Huân chương Quân công hạng Nhất.
- Huân chương Quân công hạng Nhì.
- Huân chương Quân công hạng Ba.
- Huân chương Chiến công giải phóng hạng Nhất.
- Huân chương Chiến công giải phóng hạng Nhì.
- Huân chương Chiến công giải phóng hạng Ba.
- Huân chương Chiến sĩ giải phóng hạng Nhất.
- Huân chương Chiến sĩ giải phóng hạng Nhì.
- Huân chương Chiến sĩ vẻ vang hạng Nhất, Nhì, Ba.
- Huy chương Quân kỳ quyết thắng.
- Huy hiệu 65 năm tuổi Đảng.

## Lịch sử thụ phong quân hàm
| Năm thụ phong | 1979        | 1984         | 1988 |
| ------------- | ----------- | ------------ | ---- |
| Cấp bậc       |             |              |      |
| Thiếu tướng   | Trung tướng | Thượng tướng |      |

## Những câu nói nổi tiếng
| “ | Dựa vào dân là chiến thắng. | ” |

| “ | Chỉ có tiến, không có lùi! | ” |

| “ | Dân chủ quân sự, trí tuệ của tập thể nhất thiết phải thể hiện qua phương án, cách đánh trên sa bàn, bản đồ; từ cán bộ mới đề bạt đến tân binh vừa bổ sung đều nắm vững các tình huống diễn tập, huấn luyện thì mới quyết định thắng lợi. Thao trường có đổ mồ hôi, chiến trường mới bớt đổ máu. | ” |

| “ | 1 diệt, 4 cắt. | ” |